# Eleição presidencial da Rússia em 2012
A eleição presidencial da Rússia em 2012 ocorreu em 4 de março de 2012. A eleição ocorreu em clima de ceticismo.
Todos os candidatos independentes tinham que registrar-se até 15 de dezembro de 2011, e os candidatos nomeados pelos partidos tinham que se registrar até 18 de janeiro de 2012. O presidente foi eleito para um mandato de 6 anos. Para se eleger foi preciso que o candidato obtivesse pelo menos 50% dos votos, caso ao contrário, a eleição seria conduzida ao segundo turno. O favorito para vencer de acordo com as pesquisas foi o atual primeiro-ministro Vladimir Putin, que foi presidente por dois mandatos de 2000 até 2008. Não podendo concorrer a um terceiro mandato consecutivo, em 2008, Dmitry Medvedev, aliado próximo de Putin, foi eleito. Apesar de ter se tornado primeiro-ministro, Putin é considerado a figura política mais poderosa do país, tendo completado 12 anos no poder em 2012.

## Candidatos
Os candidatos apresentaram os documentos necessários para a Comissão Eleitoral Central Russa (CEC) com o objetivo de se registrar oficialmente como candidato a Presidência da República.
Candidaturas rejeitadas

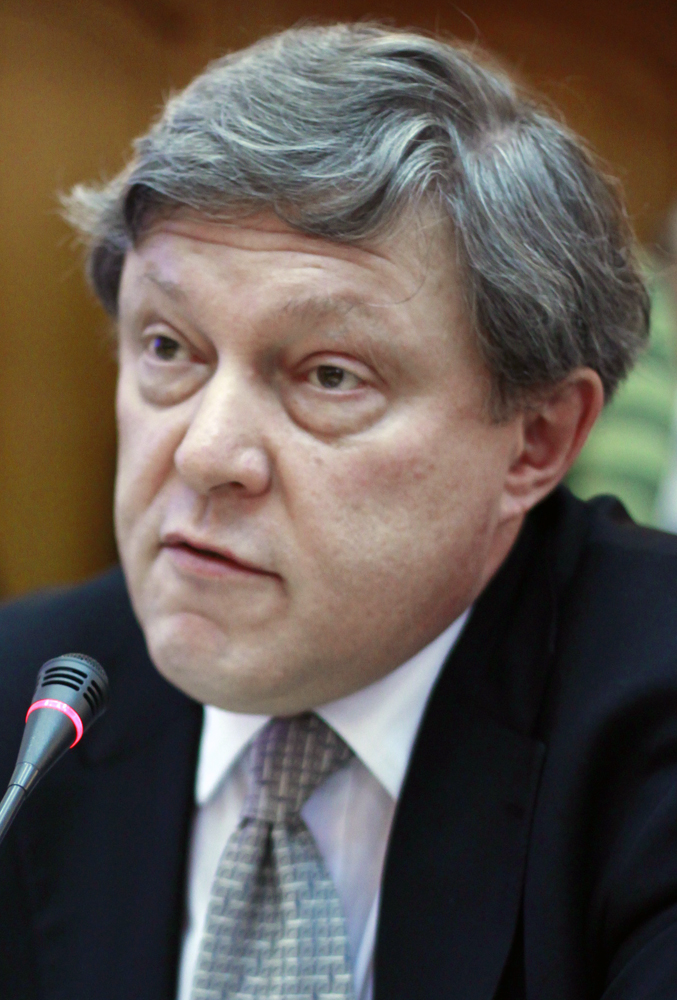
Grigory Yavlinsky
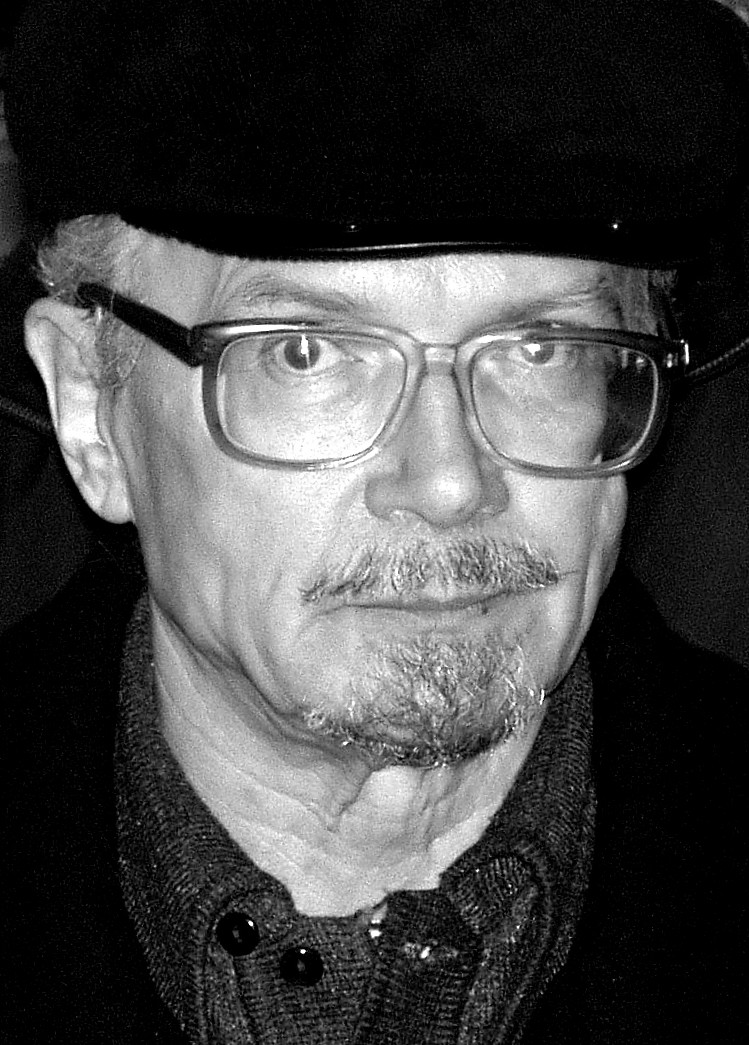
Eduard Limonov
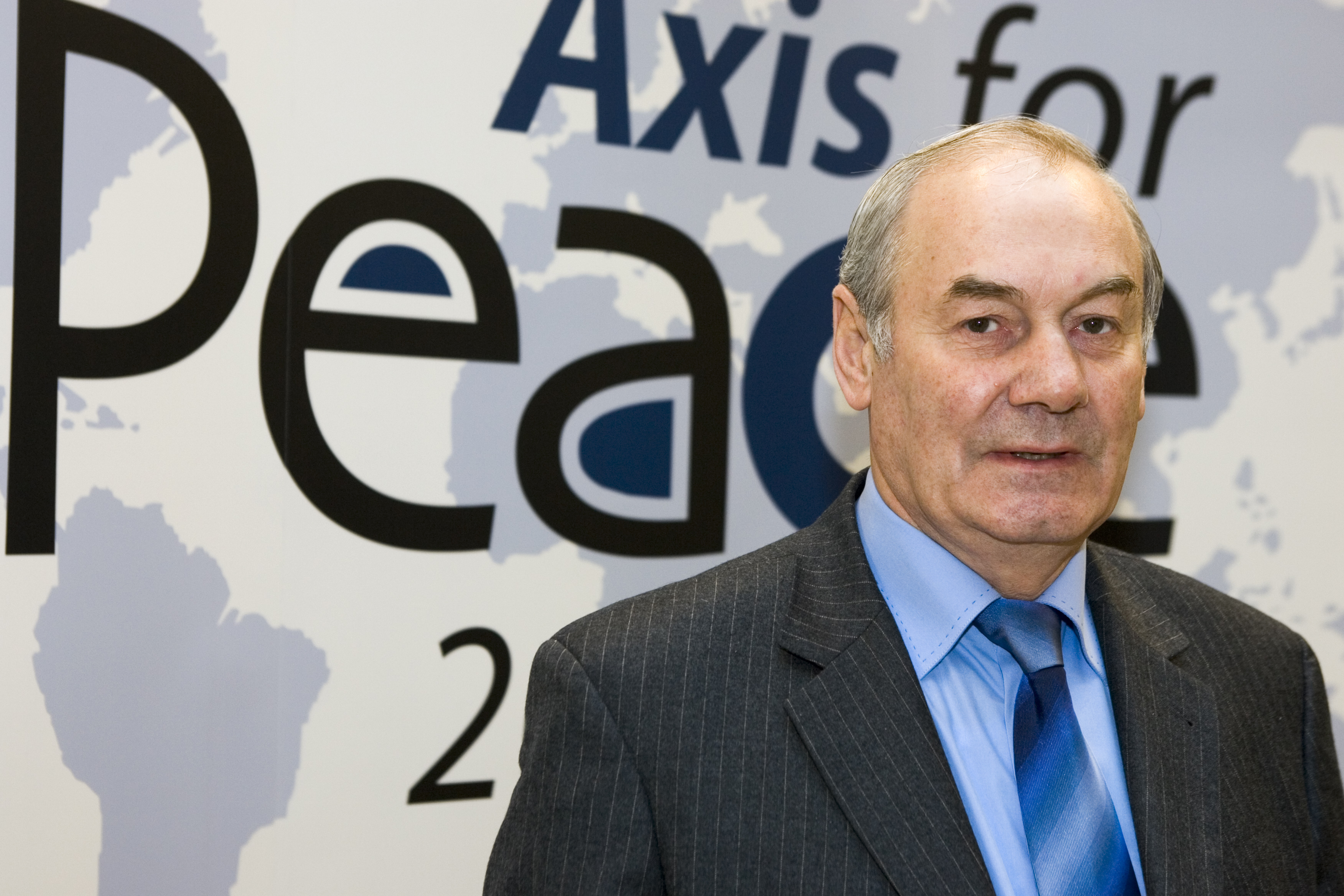
Leonid Ivashov

- Grigory Yavlinsky (partido Yabloko) – Economista e político, teve a candidatura rejeitada devido à elevada quantidade de assinaturas inválidas apresentadas por ele para o CEC (25,66%).[3]
- Eduard Limonov (Independente) – Escritor, líder do partido não registrado "A Outra Rússia", teve a candidatura rejeitada devido que os dois milhões de assinaturas necessárias não foram certificadas por um tabelião.[4]
- Leonid Ivashov (Independente) – Coronel-general na reserva, presidente da Academia de Assuntos Geopolíticos, teve a candidatura rejeitada pois ele não informou a CEC sobre a realização de uma reunião em devido tempo.
- Dmitry Mezentsev (Independente) – Governador de Oblast de Irkutsk, teve a candidatura rejeitada por não conseguir a quantidade necessária de assinaturas (2 milhões) tendo a anulação de assinaturas pela CEC.
- Nicolai Levashov (Independente) – Escritor, teve a candidatura rejeitada porque no momento da tentativa de registo, ele havia vivido na Rússia por menos de 10 anos.
- Boris Mironov (Independente) – Escritor, ex-líder do Partido Soberania Nacional da Rússia, teve a candidatura rejeitada pois o candidato tinha sido anteriormente condenado por escrever textos extremistas.[5]
- Svetlana Peunova (Independente) – Chefe do partido político não registrado "Volya", teve a candidatura rejeitada devido à falta de assinaturas recolhidas para defender sua candidatura (243 245 assinaturas recolhidas sendo necessário 2 milhões).[5]
- Viktor Cherepkov (Independente) – Líder do partido não registrado Liberdade e Soberania, teve a candidatura rejeitada por não apresentar todas as assinaturas exigidas.
- Rinat Khamiev (Independente) – Líder, teve a candidatura rejeitada por não apresentar todas as assinaturas exigidas.
- Dmitry Berdnikov (Independente) – Líder do grupo "contra a criminalidade e a ilegalidade", apresentou um pedido de criação de uma comissão de iniciativa, mas mais tarde retirou-se do processo de registro.
- Lidiya Bednaya (Independente) – Teve a candidatura rejeitada por não apresentar a documentação necessária ao CEC.

Candidaturas aceitas
|                |                                      |                |                                     |                   |
|                |                                      |                |                                     |                   |
| Vladimir Putin | Guennadi Ziuganov                    | Sergey Mironov | Vladímir Jirinóvski                 | Mikhail Prokhorov |
| Rússia Unida   | Partido Comunista da Federação Russa | Rússia Justa   | Partido Liberal Democrata da Rússia | Independente      |

## Pesquisas de opinião
| Candidato             | 24 de dezembro de 2011 | 24-25 de dezembro de 2011 | 7 de janeiro de 2012 | 14 de janeiro de 2012 | 14-15 de janeiro de 2012 | 21-22 de janeiro de 2012 | 21 de janeiro de 2012 | 28 de janeiro de 2012 | 12 de fevereiro de 2012 |
| --------------------- | ---------------------- | ------------------------- | -------------------- | --------------------- | ------------------------ | ------------------------ | --------------------- | --------------------- | ----------------------- |
| Vladímir Jirinóvski   | 8 %                    | 11 %                      | 9 %                  | 9 %                   | 10 %                     | 8 %                      | 9 %                   | 8 %                   | 8 %                     |
| Guennadi Ziuganov     | 10 %                   | 12 %                      | 10 %                 | 11 %                  | 11 %                     | 12 %                     | 11 %                  | 8 %                   | 9 %                     |
| Dmitri Mezentsev      | —                      | —                         | 0 %                  | 0 %                   | —                        | 0 %                      |                       |                       |                         |
| Sergey Mironov        | 5 %                    | 4 %                       | 5 %                  | 4 %                   | 3 %                      | 4 %                      | 6 %                   | 4 %                   | 5 %                     |
| Mikhail Prokhorov     | 4 %                    | 4 %                       | 3 %                  | 2 %                   | 3 %                      | 21 %                     | 4 %                   | 4 %                   | 6 %                     |
| Vladimir Putin        | 45 %                   | 44 %                      | 48 %                 | 52 %                  | 45 %                     | 26 %                     | 49 %                  | 52 %                  | 55 %                    |
| Grigory Yavlinsky     | 2 %                    | 2 %                       | 2 %                  | 1 %                   | 1 %                      | 6 %                      |                       |                       |                         |
| Outro                 | —                      | 2 %                       | —                    | 0 %                   | 1 %                      | -                        |                       |                       |                         |
| Não votará            | 10 %                   | 9 %                       | 9 %                  | 10 %                  | 10 %                     | 11 %                     | 9 %                   | 11 %                  | 9 %                     |
| Arruinar a votação    | —                      | 1 %                       | —                    | —                     | 1 %                      | —                        |                       |                       |                         |
| Não sabe              | 12 %                   | 12 %                      | 10 %                 | 9 %                   | 13 %                     | 12 %                     | 9 %                   | 10 %                  | 8 %                     |
| Entrevistados         | 1 600                  | 3 000                     | 1 600                | 1 600                 | 3 000                    | 1 600                    | 1 600                 | 1 600                 | 1 600                   |
| Instituto de pesquisa | VTSIOM                 | Public Opinion Fund       | VTSIOM               | VTSIOM                | Public Opinion Fund      | Superjob                 | VTSIOM                | VTSIOM                | VTSIOM                  |

## Controvérsias
Em 4 de dezembro de 2011, durante as eleições parlamentares, surgiram vários indícios de fraude a favor do partido governista, a Rússia Unida. As supostas fraudes fez com que ocorressem enormes protestos no país. A eleição presidencial ocorreu sob clima de tensão devido a esses acontecimentos.
Quinze minutos após Vladimir Putin votar, três ativistas da organização feminista ucraniana Femen, invadiram o local de votação, e nuas gritaram "Putin fora!" e "Putin ladrão!". Na ocasião elas derrubaram a urna onde Putin votou. A polícia retirou as três e cobriram os corpos delas, nos quais estavam escritos "Ratos do Kremlin". Dmitri Peskov, porta-voz do primeiro-ministro declarou: "As meninas são tontinhas. Acham que isso é romântico. Mas falando sério: primeiro, é uma violação da ordem pública. Segundo, pelo que posso entender, ofereceram resistência aos agentes de segurança."

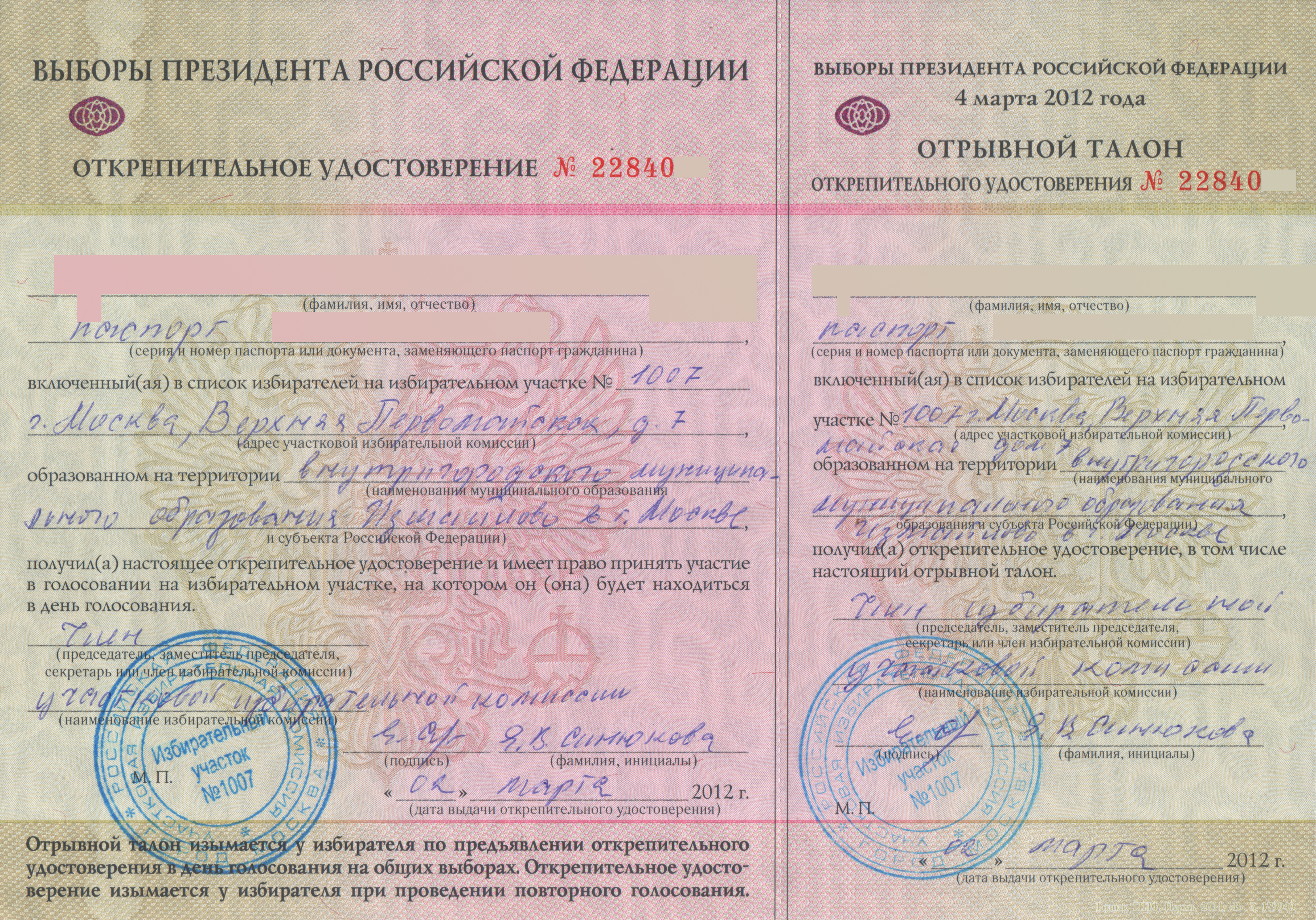
Certificado de participação na eleição.

Em Moscou, o policiamento foi reforçado para garantir o "dia do silêncio". Nas vésperas da eleição, a imprensa internacional foi autorizada a falar sobre o assunto. O governo tenta através de rígidas leis, evitar manifestações. Na Rússia, para votar é necessário ter um certificado preenchido à mão e o passaporte. O eleitor pode votar em diversos postos eleitorais devido que o sistema não é informatizado, o que dificulta a fiscalização, e o voto também pode ser enviado pelo correio. Para assegurar a validade da eleição, Putin instalou 200 mil webcams nos 90 mil postos eleitorais do país, que mirando para as urnas, acompanharam a votação que pode ser vista pelos internautas. As câmeras custaram o equivalente a 800 milhões de reais.
Apesar das webcams, vários observadores e líderes da oposição afirmam diversas fraudes na eleição. A Golos ("Voto" ou "Voz", em russo), uma agência independente de observação, informou sobre relatórios de "carrosseis de votação", onde ônibus cheios de eleitores são levados para votar várias vezes. O site da Golos registrou mais de mil queixas de irregularidades, entre elas listas de eleitores com validade questionável e falhas nas câmeras. Além da Golos, há outros dois grupos independentes de monitoramento das eleições, a Liga de Eleitores, formada em janeiro de 2012 por líderes dos protestos, e o Rosvybory, administrado pelo blogueiro e ativista anticorrupção Alexei Navalny.
A Organização para a Segurança e Cooperação na Europa (OSCE) relatou que as "câmeras não podem capturar todos os detalhes do processo de votação, em especial a contagem de votos". 250 pessoas formadas pela OSCE e o Conselho Europeu iram monitorar a votação, além de milhares de russos que se apresentaram como fiscais eleitorais e receberam treinamento para saber identificar e denunciar possíveis fraudes.
Putin anunciou que faria, na prática, um "revezamento" com o atual presidente, Dmitry Medvedev, que foi o seu primeiro-ministro durante a sua presidência. Na última semana de campanha, Putin sugeriu publicamente que a oposição tinha o desejo de matar um de seus líderes para despertar a ira contra ele. Putin conta com o apoio dos principais canais de televisão, que são estatais. Elas o mostram como um líder forte e masculino, capaz de defender os interesses nacionais russos dentro do país e no exterior. Os grupos que fazem defesa por liberdade de expressão, como a rádio liberal Ekho Moskvy e o jornal Novaya Gazeta, estão sofrendo uma pressão maior do governo.

## Resultados
| Partido                                               | Partido                              | Candidato           | Votos      | Votos (%) |
| ----------------------------------------------------- | ------------------------------------ | ------------------- | ---------- | --------- |
|                                                       | Rússia Unida                         | Vladimir Putin      | 45 478 680 | 63,64%    |
|                                                       | Partido Comunista da Federação Russa | Guennadi Ziuganov   | 12 282 581 | 17,19%    |
|                                                       | Independente                         | Mikhail Prokhorov   | 5 671 348  | 7,94%     |
|                                                       | Partido Liberal Democrata da Rússia  | Vladímir Jirinóvski | 4 446 918  | 6,22%     |
|                                                       | Rússia Justa                         | Sergey Mironov      | 2 754 050  | 3,85%     |
| Totais                                                | Totais                               | Totais              | 70 633 577 |           |
| Votos Nulos                                           | Votos Nulos                          | Votos Nulos         | 833 191    | 1,17%     |
| Fonte: Comissão Central da Eleição da Federação Russa |                                      |                     |            |           |